# The Times They Are a-Changin' (brano musicale)
Throughout the land

And don't criticize

What you can't understand

Your sons and your daughters

Are beyond your command

Your old road is

Rapidly agin'.

Please get out of the new one

If you can't lend your hand

Da tutto il Paese

E non criticate

Ciò che non capite

I vostri figli e figlie

Non sono ai vostri ordini

Il vostro antico percorso

Rapidamente decade.

Gentilmente levatevi dal nuovo

Se non potete aiutare

'Ché i tempi stanno cambiando.»
(The Times They Are a-Changin', Bob Dylan)
The Times They Are a-Changin' è un singolo di Bob Dylan pubblicato nel 1964 e tratto dall'album omonimo. La canzone si è classificata al 59º posto nella lista delle 500 migliori canzoni secondo Rolling Stone.

## Ispirazione e composizione
Sembra che Dylan abbia scritto la canzone tra il settembre e l'ottobre del 1963, nei quali registrò una demo al pianoforte che venne pubblicata in The Bootleg Series Volumes 1-3 (Rare & Unreleased) 1961-1991. Il singolo venne registrato nei Columbia Studios di New York tra il 23 e il 24 ottobre; durante la sessione del 24 venne registrata la versione poi inclusa nell'album.
Dylan dichiarò che scrisse la canzone nel tentativo di farne un inno dei cambiamenti che avvenivano in quel momento storico. Nel 1985 disse a Cameron Crowe:
Il biografo di Dylan Clinton Heylin racconta come Tony Glover, fermatosi nell'appartamento di Dylan nel settembre del 1963, prese una pagina della canzone a cui Dylan stava lavorando e lesse il verso «Venite senatori, membri del congresso/per favore date importanza alla chiamata». Giratosi verso Dylan, Glover disse: «Cos'è questa roba, amico?». Dylan scrollò le spalle e rispose «Be', sai, mi sembra che sia quello che la gente vuole sentire».
Il critico Michael Gray la descrisse come l'"archetipo della canzone di protesta". Commentò: «L'obiettivo di Dylan era di cavalcare il sentimento inespresso del pubblico di massa per dare a quell'incipiente sentimento un inno e al suo clamore uno sfogo. Ci riuscì, ma il linguaggio della canzone, tuttavia, è impreciso e generalmente poco diretto». Gray suggerisce che la canzone fosse già allora vecchia rispetto ai grandi cambiamenti che predicava, e che politicamente fosse antiquata appena dopo che venne scritta.
Il critico letterario Christopher Ricks suggerisce invece che la canzone trascende le preoccupazioni politiche dell'epoca in cui è stata scritta. Ricks afferma che Dylan sta continuando a suonare la canzone nei concerti, e quando canta «i vostri figli e le vostre figlie/sono al dì la dei vostri comandi», canta inevitabilmente non con l'accento di un figlio, ma piuttosto con quello di un genitore e con un atteggiamento da nonno. Ricks conclude: Una volta c'era la questione di sollecitare i bempensanti ad accettare il fatto che i loro figli erano, lo sapete, hippie. Ma la grande sollecitazione può allora significare che i genitori ex-hippie hanno accettato meglio il fatto che i loro figli sembrano diventare yuppie.
Il critico Andy Gill precisa che il testo della canzone rimanda al Qoelet, un libro contenuto nella Bibbia, al quale si ispirò anche Pete Seeger nel suo inno Turn! Turn! Turn!. Il verso nel quale Dylan scrive «Ed il primo ora/Sarà l'ultimo poi» è un riferimento diretto al vangelo di Marco 10:31, «E molti dei primi saranno ultimi e gli ultimi i primi».
Il 22 novembre 1963, meno di un mese dopo aver registrato la canzone, il presidente Kennedy venne assassinato a Dallas, in Texas. La notte successiva Dylan aprì il suo concerto con The Times They Are a-Changin'; disse al biografo Antony Scaduto: Pensai «"Wow, come posso aprire con quella canzone? Mi tireranno delle pietre addosso". Ma ho dovuto cantarla, il mio intero concerto è partito da lì. So di non aver compreso tutto. Qualcosa era appena andato in tilt nel paese e loro applaudivano la canzone. E io non ho capito perché applaudissero, o perché scrissi quella canzone. Non potevo capire niente. Per me era solo pazzia».

## Cover
La canzone è stata reinterpretata da molti artisti tra cui:
- The Byrds (in Turn! Turn! Turn!)
- The Beach Boys (in Beach Boys' Party!)
- Odetta (in Odetta Sings Dylan)
- Keb'Mo (in Peace...Back by Popular Demand, versione utilizzata nell'ottavo episodio della quinta serie di Boston Legal)
- Bruce Springsteen (durante un concerto in onore di Bob Dylan al Kennedy Center)[11]
- Phil Collins (in Dance into the Light)
- Burl Ives (in The Times They Are A-Changin' (Burl Ives))
- Billy Joel (in KOHUEPT e My Lives)
- John Mellencamp (canzone registrata via webcam e postata nel suo sito ufficiale)
- Daniel Leith (in Catch the Wind: Songs of a Generation)
- Me First and the Gimme Gimmes (in Turn Japanese)
- A Whisper in the Noise (per il film Lady in the Water)
- Joséphine Baker (in Joséphine Baker recorded live at Carnegie Hall)
- Nina Simone (in To Love Somebody)
- Nel 2019 Gian Pieretti ne ha realizzato una versione in italiano nel suo album Nobel, dedicato a cover di Dylan, intitolata I tempi stanno cambiando [12].

Altri artisti che hanno interpretato la canzone sono stati: Joan Baez, The Seekers, Marc Bolan, Peter, Paul and Mary, Phil Collins e Simon and Garfunkel, e recentemente dai Blackmore's Night, Les Fradkin e Netta Barzilai.
Interpretata pure da James Taylor e Carly Simon, questa canzone apriva il disco live No-Nukes registrato in occasione di diversi concerti di protesta contro la politica del nucleare.

## Influenza culturale e riferimenti in altri media
Sin dalla sua pubblicazione, la canzone si rivelò molto influente circa la percezione della società da parte delle persone, con diversi critici che fecero notare l'universalità del testo del brano, responsabile dell'intramontabile messaggio di cambiamenti a venire perdurato nel corso dei decenni.
Nel gennaio 1984, un giovane Steve Jobs recitò la seconda strofa di The Times They Are a-Changin' durante l'apertura dell'Annual Apple Shareholders Meeting, dove svelò al pubblico per la prima volta il computer Macintosh.
La canzone viene usata nei titoli di testa del film Watchmen. Durante la narrazione, curiosamente, viene mostrata la scena dell'assassinio di Kennedy, qui opera del Comico, forse proprio in correlazione al legame che c'è tra questa canzone e lo storico attentato.
Il capitolo 572 del manga One Piece porta come titolo il nome della canzone.